# Les Yeux secs
Les Yeux secs (العيون الجافة, Al ouyoune al jaffa, títol als Estats Units: Cry No More) és una pel·lícula franco-marroquina dirigida per Narjiss Nejjar i estrenada el 2003. La pel·lícula aclamada per la crítica va ser seleccionada per a la Quizena dels Cineastes de Canes, el FIFF i la Festival Internacional de Cinema de Marràqueix Va guanyar nombrosos premis, inclòs el Bayard d'Or al millor guió al Festival Internacional del Cinema Francòfon de Namur.
Les yeux secs va ser el primer llargmetratge de Nejjar. Tracta diversos temes, especialment l'emancipació de la dona i el control de l'home sobre el seu destí. Inicialment tenia previst fer un documental sobre el poble en qüestió, però finalment va optar per fer una pel·lícula de ficció perquè sentia reticències per part dels habitants del poble.
La pel·lícula, ambientada a les ciutats berbers d'Aghbala i Tizi N'Isly i rodada en tamazight, va ser un èxit comercial a França, però va enfrontar-se a una polèmica interna. Les dones d'Aghbala i Tizi van presentar una demanda contra Nejjar per difamació.

## Argument
Una dona gran surt de la presó després de 25 anys. A fora, coneix en Fahd, un jove conductor d'autobús que s'ofereix a portar-la de tornada al seu poble. La vella accepta però li avisa que el farà passar per fill seu, perquè és un poble de dones que ofereixen els seus cossos, on només hi poden entrar els homes que paguen. Les prostitutes són animades a abandonar els seus fills en néixer perquè la nova generació no quedi atrapada en aquest tràgic destí. Aquestes dones, que somien amb ser estimades, han de mantenir els ulls secs i amagar el dolor. La vella troba la seva filla, Hala, la líder autoritaria i mesquina del poble, a qui va abandonar 25 anys abans. Ella decideix alliberar aquesta comunitat de la seva maledicció.

## Repartiment
- Siham Assif (com a Hala)
- Khalid Benchagra (com a Fahd, el conductor)
- Fatima "Raouia" Harrandi (com a Mina, l’anciana)
- Rafika Belhaj (com a Zinba)

## Sobre la pel·lícula
L'especificitat del cinema marroquí és que molt sovint descriu un món rural i muntanyós ignorat pels habitants de les ciutats. "Ja vam tenir aquesta impressió, veient Mektoub de Nabil Ayouch (1997) i aquesta sensació augmenta encara més amb pel·lícules més recents com Les Yeux secs de Narjiss Nejjar  o L'Enfant endormi (2005) de Yasmine Kassari," assenyala Denise Brahimi. La presentació de la pel·lícula pot haver semblat promocionadora. Va ser una manera de captar l'atenció dels habitants de les ciutats marroquines sobre realitats que poc coneixien? Narjiss Nejjar va dir sobre la seva pel·lícula: «Volia parlar de la identitat berber i de les minories. És una regió sense litoral, econòmicament en guaret. Un estat de coses que es tradueix en la prostitució, ja que aquestes dones tenen dificultats per trobar substituts econòmics.

## Premis i reconeixements
Festival Nacional de Cinema del Marroc 2003:
- Premi al Millor Debut Director (per a Narjiss Nejjar)[14]
- Premi al millor paper femení (per a Fàtima "Raouia" Harrandi)[14]
- Premi al Millor Vestuari (per Hayat Sbai)[14]

Festival Internacional de Cinema Francòfon de Namur 2003
- Bayard d'or al millor guió[15]